# Reinhardt Jünemann
Reinhardt Jünemann (* 9. August 1936 in Thaldorf bei Eisleben; † 5. Juli 2024) war ein deutscher Ingenieur und Professor für Förder- und Lagerwesen. Er war Experte für Logistik und Materialfluss und gilt als der Begründer der industriellen Logistik in Deutschland.
Mit dem Aufbau neuartiger Forschungs- und Sachgebiete wie der Kreislaufwirtschaft und der Entsorgungslogistik prägte er die Logistik in drei Jahrzehnten. Sein wohl bekanntester Lehrsatz lautet: „Der logistische Auftrag besteht darin: Die richtige Menge der richtigen Objekte als Gegenstände der Logistik, am richtigen Ort, in der richtigen Qualität, zum richtigen Zeitpunkt, zu den richtigen Kosten zur Verfügung zu stellen.“, eine passende Adaption der Lasswell-Formel aus den Kommunikationswissenschaften.

## Leben
Nach dem Maschinenbaustudium an der TH Dresden arbeitete Jünemann im VEB-Walzwerk Hettstedt, bevor er sich in die Bundesrepublik Deutschland absetzte. Dort war er sieben bzw. sechs Jahre für die Bayer AG und Rheinstahl in Mülheim an der Ruhr tätig. Im Jahr 1970 wurde Jünemann an der TU Berlin zum Dr.-Ing. promoviert. Zwei Jahre später folgte er der Berufung zum Professor an die Abteilung Fertigungstechnik (heute Fakultät Maschinenbau) an der Universität Dortmund und übernahm den Lehrstuhl für Förder- und Lagerwesen.
In Dortmund gründete er 1973 die Deutsche Gesellschaft für Logistik (DGfL), deren Vorsitz er einnahm. Im Jahr 2000 schlossen sich die Bundesvereinigung Logistik e. V. (BVL) und die DGfL zusammen. 1978 übernahm Jünemann das Amt des Prorektors für Bau- und Raumfragen an der Universität Dortmund. Im Jahr 1980 holte er den Sonderforschungsbereich Materialflusssysteme an die Dortmunder Hochschule. Im darauf folgenden Jahr begann er mit dem Aufbau des Fraunhofer-Instituts für Transporttechnik und Warendistribution (seit 1989 Fraunhofer-Institut für Materialfluss und Logistik IML), dessen Geschäftsführung er bis 2000 innehatte.
1982 wurde Jünemann zum Dekan der Fakultät Maschinenbau gewählt und initiierte im gleichen Jahr die „Dortmunder Gespräche“, die mittlerweile älteste deutsche Logistikveranstaltung. Kurze Zeit später regte er den Bau einer autonom und führerlos fahrenden Hänge-Bahn, der H-Bahn, an, die seit 1984 die nördlichen und südlichen Campusteile in Dortmund verbindet. Ebenfalls seit 1984 existiert an der Universität Dortmund der Technologiepark, als dessen Vater Reinhardt Jünemann gilt.
Seit dem Jahr 1987 wurde Reinhardt Jünemann mehrfach geehrt. So wurde ihm am 1. Dezember 1995 der Staatspreis des Landes Nordrhein-Westfalen als „Begründer der Industriellen Logistik“ und für seine „friedvolle Definition der Logistik“ verliehen.
Durch seine Initiative wurde 1988 an seiner Fakultät der Zweitstudiengang für Kaufleute der Logistik neu geschaffen. Zehn Jahre später wurde der neue Diplom-Studiengang Logistik an der Dortmunder Universität eingerichtet. Im Jahr 2000 übernahm Jünemann die Geschäftsführung der Projekt Ruhr GmbH. Ein Jahr später wurde er mit 65 Jahren emeritiert. 2001 wählte man ihn zum Ehrenkurator im Wirtschaftskuratorium des Lehrstuhls Förder- und Lagerwesen der Universität Dortmund. Jünemann gab den Anstoß zur Gründung der privaten SRH Hochschule für Logistik und Wirtschaft in Hamm, die den bundesweit ersten Bachelor-Studiengang Logistik anbietet und als deren Gründungsrektor er fungierte. Mit der staatlichen Anerkennung der Fachhochschule durch das Wirtschaftsministerium NRW im September 2005 wurde Hamm zur Hochschulstadt. Für diese Verdienste verlieh ihm der Oberbürgermeister am 11. August 2006 die silberne Ehrenplakette der Stadt Hamm. Bis April 2007 blieb Jünemann Rektor der Einrichtung.
Sein Grab befindet sich auf dem evangelischen Friedhof in Dortmund-Kirchhörde.

## Ehrungen
- 1987: Bundesverdienstkreuz am Bande
- 1988: Ehrenprofessur der Beijing University of Science and Technology
- 1990: VDI-Ehrenzeichen
- 1990: Ehrendoktorwürde von Miskolc
- 1993: Ehrendoktorwürde der TU Dresden
- 1995: Ehrenmitgliedschaft der Ungarischen Akademie der Wissenschaften
- 1995: Staatspreis des Landes Nordrhein-Westfalen
- 2006: Silberne Ehrenplakette der Stadt Hamm

## Publikationen (Auswahl)
- Beitrag zur Planungsmethode des Stückgutlagers in Industrie- und Handelsunternehmen. Dissertation vom 13. Juli 1970 an der TU Berlin. Fakultät für Bergbau und Hüttenwesen.
- Systemplanung für Stückgutläger. Krausskopf, Mainz 1971, ISBN 3-7830-0008-4.
- mit Günther Pawellek: Organisation und Arbeitssicherheit bei Transportvorgängen. Wirtschaftsverlag NW, Bremerhaven 1980, ISBN 3-88314-132-1.
- als Hrsg.: Materialfluß und Logistiksysteme: Entwicklungen und Perspektiven. Dortmunder Gespräche ’85. Institut für Logistik, Dortmund 1985.
- als Hrsg.: Tagungshandbuch. Fachtagung Informationssysteme in der Logistik: 25. April 1985, Darmstadt. Institut für Logistik, Dortmund 1985, ISBN 3-922523-52-8.
- als Hrsg.: Logistische Systeme: Automation als Erfolgsfaktor. Verlag TÜV Rheinland, Köln 1988, ISBN 3-88585-548-8.
- als Hrsg.: Integrierte Materialflußsysteme. Verlag TÜV Rheinland, Köln 1988, ISBN 3-88585-549-6.
- als Hrsg.: Logistik in Europa: Innovationsstrategien für Wirtschaft und Dienstleistungen. Verlag TÜV Rheinland, Köln 1989, ISBN 3-88585-685-9.
- Materialfluß und Logistik - Systemtechnische Grundlagen mit Praxisbeispielen. Springer, Berlin 1989, ISBN 3-540-51225-X.
- als Hrsg.: Planungs- und Betriebsführungs-Systeme für die Logistik. Verlag TÜV Rheinland, Köln 1990, ISBN 3-88585-873-8.
- als Hrsg.: Transport-, Lager- und Kommissioniersysteme für die 90er Jahre. Verlag TÜV Rheinland, Köln 1990, ISBN 3-88585-816-9.
- als Hrsg.: Trends in Materialflußsystemen: Planung, Betrieb, Beispiele. Verlag TÜV Rheinland, Köln 1991, ISBN 3-8249-0045-9.
- als Hrsg.: Umwelt, Logistik und Verkehr: wohin geht die Reise? Verlag Praxiswissen, Dortmund 1992, ISBN 3-929443-00-7.
- als Hrsg.: Kommissioniertagung: Begleitband zur Fachtagung am 24. November 1993 in Dortmund. Verlag Praxiswissen, Dortmund 1993, ISBN 3-929443-22-8.
- als Hrsg. mit Günter Pritschow: FTS-Fachtagung '93: Stuttgart - Dortmund. Begleitband zur gleichnamigen Tagung am 6. Oktober 1993 im Institut für Steuerungstechnik der Werkzeugmaschinen und Fertigungseinrichtungen (ISW) in Stuttgart. Verlag Praxiswissen, Dortmund 1993, ISBN 3-929443-19-8.
- als Hrsg.: Das richtige Lager: Praxisbeispiele. 17. Mai 1993, Dortmund. Tagungsband. Verlag Praxiswissen, Dortmund 1993, ISBN 3-929443-08-2.
- als Hrsg.: MOTIV 1994: Materialflußsysteme. Logistik im Dialog zwischen Praxis und Wissenschaft. Tagungsband zu den 12. Dortmunder Gesprächen 9. und 10. November 1994. Verlag Praxiswissen, Dortmund 1994, ISBN 3-929443-09-0.
- als Hrsg. mit  Günter Pritschow: Tagungsband zur FTS-Fachtagung am 28. September 1994 in Dortmund. Verlag Praxiswissen, Dortmund 1994, ISBN 3-929443-37-6.
- als Hrsg.: Neue Trends bei automatisierten Kranen. Begleitband zur gleichnamigen Fachtagung am 9. Juni 1994 im Fraunhofer-Institut für Materialfluß und Logistik (FhG/IML) in Dortmund / Kranfachtagung '94. Verlag Praxiswissen, Dortmund 1994, ISBN 3-929443-34-1.
- als Hrsg.: Logistikstrukturen im Wandel - Herausforderungen für das 21. Jahrhundert: Logistik im Dialog zwischen Praxis und Wissenschaft. Tagungsband zu den 13. Dortmunder Gesprächen 8. und 9. November 1995. Verlag Praxiswissen, Dortmund 1995, ISBN 3-929443-52-X.
- als Hrsg. mit Uwe Clausen: Neue Angebotsformen für den regionalen Schienengüterverkehr am Beispiel des Raumes Köln. Verlag Praxiswissen, Dortmund 1995, ISBN 3-929443-47-3.
- als Hrsg.: Neue Trends bei automatisierten Kranen. Begleitband zur Fachtagung am 10. Mai 1995 in Dresden. Verlag Praxiswissen, Dortmund 1995, ISBN 3-929443-45-7.
- als Hrsg. mit Günter Pritschow: FTS-Fachtagung '96: Dortmund - Stuttgart. Verlag Praxiswissen, Dortmund 1996, ISBN 3-929443-80-5.
- als Hrsg. mit Martin Wölker und Christoph Olszak: Automatische Identifikation in Praxis und Forschung: Tagungsband zur SMAID '96, Spring Meeting on Auto-ID, Dortmund. Verlag Praxiswissen, Dortmund 1996, ISBN 3-929443-63-5.
- als Hrsg.: Von der Fördertechnik zur Logistik. Trends auf dem Weg in das 21. Jahrhundert. Logistik im Dialog zwischen Praxis und Wissenschaft. Tagungsband zu den 15. Dortmunder Gesprächen 24. und 25. September 1997. Verlag Praxiswissen, Dortmund 1997, ISBN 3-929443-93-7.
- als Hrsg. mit Martin Wölker und Klaus Krämer: Identifikationstechnologien - Ein Wegweiser durch Praxis und Forschung. ident Fachbuch Band 1. Umschau Zeitschriftenverlag, Frankfurt 1997, ISBN 3-930007-96-7.
- als Hrsg.: Neue Entwicklungen bei automatisierten Kranen. Begleitband zur Fachtagung am 13. Mai 1997 in Dortmund. Verlag Praxiswissen, Dortmund 1997, ISBN 3-929443-91-0.
- als Hrsg. mit Martin Wölker und Klaus Krämer: Kommunikation in der Logistikkette: Automatische Identifikation. ident Fachbuch Band 2. Umschau Zeitschriftenverlag, Frankfurt 1998, ISBN 3-930007-95-9.
- mit Andreas Beyer: Steuerung von Materialfluß- und Logistiksystemen: Informations- und Steuerungssysteme, Automatisierungstechnik. 2. Auflage. Springer, Berlin 1998, ISBN 3-540-64514-4.
- als Hrsg.: Von der Planung bis zur Realisierung: Logistikpraxis pur - Logistik im Dialog zwischen Praxis und Wissenschaft. Tagungsband zu den 16. Dortmunder Gesprächen 23. und 24. September 1998. Verlag Praxiswissen, Dortmund 1999, ISBN 3-932775-29-5.
- als Hrsg. mit Thorsten Schmidt: Materialflußsysteme - systemtechnische Grundlagen. Springer, Berlin 2000, ISBN 3-540-65076-8.